# ديوان بدر
ديوان بدر (بالإنجليزية: Dewan Bader)‏ هو لاعب كرة قدم ومدرب كرة قدم أمريكي في مركز الدفاع، ولد في 8 أبريل 1971 في واشنطن العاصمة في الولايات المتحدة. شارك مع منتخب الولايات المتحدة لكرة الصالات. أما مع النوادي، فقد لعب مع ريتشموند كيكرز.